# Polytextur
Die Polytextur bezeichnet in der Musiktheorie und der Kompositionslehre ein Verfahren, bei dem hintereinanderliegende Textteile zu gleichzeitig fortschreitenden Melodien gesetzt werden. Das Polytexturverfahren wurde insbesondere bei der Missa brevis angewandt, um die Vertonung der langen Texte des Gloria und Credo kurz zu halten.

## Beispiele
- Jacob Obrecht: Factor Orbis
- Johann Sebastian Bach: Domine Deus aus der h-Moll-Messe (BWV 232)
- Joseph Haydn: Missa brevis Sancti Ioannis de Deo (Hob. XXII:7)
- Wolfgang Amadeus Mozart: Missa brevis in d-Moll (KV 65), Spatzenmesse (KV 220), Orgelsolo-Messe (KV 259)
- Luigi Cherubini: Dies Irae aus dem Requiem in d-Moll
- Felix Mendelssohn Bartholdy: Quintett aus dem 42. Psalm, Aperi oculos tuos aus dem Vespergesang
- Samuel Barber: Agnus Dei (Adagio for Strings), op. 11
- Edward Elgar: Death on the Hills, op. 72